# 小盔犀鸟属
小盔犀鸟属，舊稱鳳頭犀鳥屬，是犀鳥目犀鳥科下的一個屬。本屬物種皆為生活於東南亞森林的犀鳥。

## 分類歷史
本屬為法國動物學家路德維希·賴興巴赫於1849年建立。其模式種後續在1855年由英國鳥類學家喬治·羅伯特·格雷指定為凤头犀鸟。其屬名來自古希臘語的（指「在上面的」）及（指「鼻子、鼻孔」）組合而成。
在過去，本屬物種曾作為兩獨立屬存在；而在鳥類DNA分類系統等較舊的分類系統中，白喉犀鸟則被視為是锈颊犀鸟的亞種之一，自約1995年起的研究才建議分離兩物種，而兩屬亦被合併為一。但2013年的研究仍提議根據特徵的顯著不同應將凤头犀鸟作為一亞屬處理。

## 保育狀況
本屬物種皆被列為《瀕危野生動植物種國際貿易公約》附錄二的物種，被限制出口及貿易。

## 物種列表
小盔犀鳥屬的物種如下：
- 锈颊犀鸟 Anorrhinus tickelli (Blyth, 1855)
- 白喉犀鸟 Anorrhinus austeni Jerdon, 1872
- 凤头犀鸟 Anorrhinus galeritus (Temminck, 1831)

## 外部連結
- 维基共享资源上的相關多媒體資源：小盔犀鸟属
- 維基物種上的相關：小盔犀鸟属